# جاستن اولسن
جاستن اولسن (بالإنجليزية: Justin Olsen)‏ هو متزلج جماعي أمريكي، ولد في 16 أبريل 1987 في لوبوك في الولايات المتحدة.

## وصلات خارجية
- جاستن اولسن على موقع IBSF (الإنجليزية)
- جاستن اولسن على موقع اللجنة الأولمبية الدولية (الإنجليزية)
- جاستن اولسن على موقع أوليمبيديا (الإنجليزية)
- جاستن اولسن على موقع اللجنة الأولمبية والبارالمبية الأمريكية (الإنجليزية)